# 안법초등학교
안법초등학교는 대한민국 경상남도 밀양시 단장면 단장로 1055 (안법리)에 있었던 공립 초등학교이다.

## 학교 연혁
- 1940년 4월 1일 태룡공립심상소학교 부설 삼동간이학교 개교
- 1945년 7월 5일 안법공립국민학교 승격
- 1992년 3월 1일 감물분교장 통폐합
- 1996년 3월 1일 안법초등학교로 개칭
- 1999년 3월 1일 태룡초등학교로 통폐합